# Georg Vitzthum von Eckstedt
Georg Vitzthum von Eckstedt (* 1551; † 28. Februar 1605 in Leipzig) war kursächsischer Geheimer Rat und Appellationsrat in Dresden und Hauptmann zu Salza, Thamsbrück und Sachsenburg.
Er stammte aus dem Adelsgeschlecht Vitzthum von Eckstedt, war der Sohn des gleichnamigen Vaters und besaß nach dessen Ableben das Rittergut Kannawurf. Sein Vater hatte an der Schlacht bei Sievershausen teilgenommen.
1579 wurde er Oberaufseher und 1586 Amtshauptmann von Sangerhausen. 1597 wechselte er als Amtmann nach Langensalza und Thamsbrück. Die Grafen von Mansfeld liehen bei ihm Geld und konnten es nicht zurückzahlen. So kam er kurz vor seinem Tod in den Pfandbesitz von Amt Voigtstedt.
Seine Söhne waren der Domherr Johann Georg Vitzthum von Eckstedt, der Oberst Christian Vitzthum von Eckstedt, der Oberst Friedrich Wilhelm Vitzthum von Eckstedt, der Generalmajor Dam Vitzthum von Eckstedt und der Oberst August Vitzthum von Eckstedt. Trotz zahlreicher Söhne starb seine Linie mit dieser Generation aus.